# Charles Marchal
Pour les articles homonymes, voir Charles Marchal (homme politique) et Marchal.
Charles Emmanuel Joseph Marchal (né le 2 octobre 1855 à Grand-Bourg (en Guadeloupe) et mort le 26 juin 1917 dans le 15e arrondissement de Paris, est un administrateur colonial français.

## Biographie
Il devient gouverneur du Dahomey en 1902 après Victor Liotard, puis de 1906 à 1908 en succédant à nouveau à Victor Liotard. Il est remplacé à Cotonou par Edmond Gaudart. Il avait épousé Louise Demay de Goustine.
Il est nommé chevalier de la Légion d'honneur le 2 janvier 1904.